# نمانیتسه
نمانیتسه (به چکی: Nemanice) یک منطقهٔ مسکونی در جمهوری چک است که در ناحیه دوماژلیتسه واقع شده‌است. نمانیتسه ۳۸٫۳۷ کیلومتر مربع مساحت و ۲۷۵ نفر جمعیت دارد و ۵۳۰ متر بالاتر از سطح دریا واقع شده‌است.